# أماني الحكيم
أماني الحكيم (20 نوفمبر 1973 -) هي ممثلة ومؤدية أصوات سورية.

## عن حياتها
ولدت في دمشق ودرست في جامعتها بكلية الآداب قسم اللغة الإنجليزية ثم إتجهت للعمل الفني، وقد انضمت إلى نقابة الفنانين عام 1998. تزوجت سابقا من رجل الأعمال علي العودي، مثلت أماني في عدة مسلسلات سورية أشهرها الفوارس والمحكوم وأدت أماني صوت شريفة في المسلسل التركي نور المدبلج للعربية..من أهم ما يميز أماني الحكيم براعتها في كافة الأدوار التي لعبتها من قبل، ولها حضور مميز عند الجمهور العربي، والدها الممثل والمخرج مظهر الحكيم وهي شقيقة الممثلة نسرين الحكيم.
نشأت أماني الحكيم وسط بيئة فنية فوالدها المخرج المعروف مظهر الحكيم، الأمر الذي جعلها تعشق الفن وعالمه من دون دراية، فتعرفت على مفرداته وتفاصيله وأهدافه.

## أهم الأعمال التي شاركت بها

### في الإذاعـــة
1. خزائن العرب
2. حكم العدالة
3. وأعمال كثيرة

### في التلفزيون
1. مسلسل حريم الشاويش
2. الشجر لا ينبت على الحجر
3. الجوهرة
4. سحر الشرق
5. المحكوم
6. الثعبان
7. الطويبي
8. أنشودة الأمل
9. الربيع المسافر
10. من غير ليه
11. أهل وحبايب
12. تل اللوز
13. الفوارس
14. الأرواح المهاجرة
15. ابتسامة على شفاه جافه
16. على حافة الهاوية
17. رفيف وعكرمة
18. الغاوي
19. رصيف الذاكرة
20. وجه العدالة
21. أهل الغرام 2
22. ازهار الشتاء
23. المارقون
24. وحوش وسبايا
25. الخط الأحمر
26. سيرة الحب
27. حاجز الصمت
28. قمر بني هاشم
29. قاع المدينة
30. الدوامة
31. إسأل روحك
32. وصمة عار
33. حارة الياقوت
34. المرحون
35. نداء عاجل

### في الدوبلاج
- هزيم الرعد - سيموني
- سلام دانك ج1 - ميسون
- أمل البطل - أمل
- دروبي مع دوريمي - سعاد
- السيف القاطع - إيمان
- الفيكسيز - ماسيا
- بابار ومغامرات بادو ج3 - (نسخة مركز الزهرة)

### الدراما
- شريفة في مسلسل نور
- فكرت في مسلسل نبض الحياة
- نازان في مسلسل عشق وجزاء
- فاتن في مسلسل ندى العمر
- ملك في مسلسل زهرة القصر
- ديالا في مسلسل عشق و دموع
- شمس في مسلسل بنات شمس
- قسم في مسلسل السلطانة قسم
- نسرين في مسلسل وادي الذئاب
- شيغول في مسلسل اخوتي
- شيرين في مسلسل شراب التوت
- أسرار اينجل
- حب عبر الزمن
- بانتظار الأمل
- زمهرير
- التفاح الحرام- رزان
- انتقام آنا
- اتصل بمدير أعمالي
- نسليهان في مسلسل المتوحش

## الحالة الصحية
في صيف عام ٢٠٢٠ تعرضت أماني الحكيم لأزمة صحية شديدة، فقد أصيب بأزمة قلبية مفاجئة نقلت على إثرها لإحدى مستشفيات العاصمة السورية دمشق
وقد صرح والدها المخرج مظهر الحكيم لأحد المواقع لن ابنته أماني قد تعرضت لأزمة قلبية حادة، استدعت إجراء عملية جراحية في مستشفى دار الشفاء، ولكنها عادت إلى منزلها بعد تماثلها للشفاء،

## روابط خارجية
- أماني الحكيم على موقع قاعدة بيانات الأفلام العربية